# Aseraggodes kobensis
Aseraggodes kobensis és un peix teleosti de la família dels soleids i de l'ordre dels pleuronectiformes que es troba des de les costes del sud del Japó fins a la Mar de la Xina Meridional.